# Тъгите на България
„Тъгите на България“ е втората стихосбирка на Иван Вазов, издадена в Букурещ през 1877 г.
Подписана е с истинското име на автора, за разлика от предишната „Пряпорец и гусла“ от 1876 г., подписана с псевдонима „Пейчин“. Представлява отражение на болката от поражението на Априлското въстание и безразличието на Европа.

Стихосбирката съдържа следните стихотворения:
- На България
- Чуйш ли гръмът при Морава?...
- Жалбите на майките
- Политика
- Към Европа
- Триумфът на турчина
- Дизраели
- На лирата ми
- Сабята на Абдул Керим паша
- Горко, пилци, вам!
- Т. Каблешкову
- Завърналий се доброволец от Сърбия
- Подъл ли е българският народ
- Боят при Гредетин
- При Морава
- Векът!
- На леди Странгфорд
- Бунтът
- Русия!
- Заточеници в Азия
- Полет
- Пролет